# Captain Earth
Captain Earth (яп. キャプテン・アース кяпутэн а:су) — аниме в жанре меха студии Bones и режиссёра Такуи Игараси.
«Это летняя история о мальчике, который путешествует в поисках истины», — текст с официального сайта.

## Создание
Октябрьский номер ежемесячного журнала Newtype издательства Kadokawa Shoten сообщил, что студия Bones вместе с режиссёром Такуей Игараси и сценаристом Ёдзи Энокидо работают над новым проектом, название которого — Captain Earth. Также в журнале были представлены эксклюзивные обсуждения двух создателей и иллюстрации из проекта.

## Сюжет
История разворачивается вокруг ученика второго года обучения старшей школы, Дайти Манацу, который замечает вечером, перед началом летних каникул, странную круглую радугу по телевизору, которая плавала по небу над островом Танэгасима. Ранее Дайти уже видел эту радугу. Вместе с воспоминаниями о таинственной смерти отца и случайной встречи девушки и юноши, Дайти прибывает на тот остров. В это время на острове раздаётся сигнал тревоги в здании с надписью «Двигатель Земли», которое мгновенно исчезает. Кто-то спрашивает Дайти о том, если он капитан, то должен знать, что недавно роботизированные самозванцы с планеты Уран, которых называют KILL-T-GANG, прибыли на остров. Сражение вблизи сверкающих звёзд должно вот-вот начаться.

## Персонажи

### Globe
Дайти Манацу (яп. 真夏 ダイチ Манацу Дайти) — 17-летний второклассник старшей школы. Главный герой аниме, пилот «Земного Привода» и первый человек, способный управлять Витабластером, также единственный человек, способный освободить Хану из поля Блюмэ. Парень среднего роста с зелеными глазами и растрепанными черными волосами. Обычно носит черные укороченные брюки, белую с красными рукавами футболку поверх темно-синей водолазки и светлые туфли. В последнее время его успеваемость в школе сильно упала из-за того, что Дайти стал уделять самообразованию больше времени, чем школьным занятиям. Веселый и упрямый, всегда готовь стоять горой за своих друзей. Друг детства Тэппэя. Живёт с семьей своего дяди после смерти отца.
За три месяца до смерти его отца, Дайти начинает исследовать остров Танэгасима, и во время одной из своих вылазок находит базу Globe. По ту сторону забора он видит мальчика, который спрашивает об ожерелье, которое носил Дайти. Это была «Голубая Звезда», подарок отца. После этого Дайти перебрался через высокий забор, чем удивил Тэппея. С этого момента началась их игра, которая длится и по сей день: когда один из них удивляет другого, то получает «Голубую Звезду».
Дайти является одним из Неотеников, способных управлять Витабластерами. Он первым демонстрирует возможности оружия: призывать из любого места, создавать и стрелять оргонной энергией, увеличение мощности, благодаря чему Витабластер Дайти может даже пробить броню KILL-T-GANG’а. Также с детства носит при себе бумеранг, который мастерски запускает.
Сэйю: Мию Ирино
Тэппэй Араси (яп. 嵐 テッペイ Араси Тэппэй) — парень примерно 17 лет, всю жизнь жил в Космическом Центре Танэгасимы, как и Хана. Становится пилотом «Привода Нэбулы». Ростом немного выше среднего, имеет светлую кожу, светло-лиловые, аккуратно уложенные волосы и красные глаза. Обычно носит лиловую футболку с длинным рукавом, лиловые ботинки и темно-серые брюки. Очень добрый, спокойный и вежливый, но редко улыбается и чувствует себя лишним среди людей. Друг детства Дайти, познакомился с ним за три месяца до смерти отца последнего. С тех пор и до их встречи в настоящее время носил «Голубую Звезду», которую не успел передать Дайчи, так как их с Ханой забрали работники Центра.
Его характер постепенно меняется из тихого и нелюдимого в более общительный и жизнерадостный после того, как он снова встречается с Дайти и тот освобождает их с Ханой от приборов, не разрешающих детям выходить за пределы Космического Центра Танэгасимы. Как и Хана, является одним из Планетарных Механизмов, «Альбионом». Узнав это, снова он замыкается в себе, боясь своей истинной сущности, но позже Тэппей смог разрушить свой Эго-Блок и получил возможность жить, как обычный человек. После этого удивительным образом получает свой Витабластер. Хоть он часто и чувствует себя бесполезным, Тэппей во время сражений часто всех удивляет, показывая невероятную собранность и навыки. Постепенно Тэппей становится все ближе к Акари, и между ними возникают романтические чувства.
Сэйю: Хироси Камия
Хана Муто (яп. 夢塔 ハナ Муто: Хана) — странная девушка примерно 17 лет. Имеет смуглую кожу, хорошее телосложение, голубые глаза и длинные прямые черные волосы, на которых по бокам завязаны два тонких хвостика. Обычно носит короткое свободное белое платье с открытыми плечами и белые сандалии. Тихая, стеснительная и наивная, всю жизнь прожила в Космическом Центре Танэгасимы и ничего не помнит о своем прошлом, но во время боя показывает невероятную собранность и способности. На самом деле Хана является одной из Планетарных Механизмов, известна среди них как «Принцесса Блюмэ». Является близкой подругой Тэппея и Акари, также со временем влюбляется в Дайти, но долгое время не может ему в этом признаться, так как боится того, что Дайти отпугнет факт её истинного происхождения. Совершенно не приспособлена к жизни, но имеет питомца — зверька по кличке Питц, похожего на белку, которого Хана также считает своим другом. Питц часто предсказывает опасность и возможное нападение, но только Хана способна его понимать.
Впервые Хана появляется в эпизоде о детстве главного героя, где Дайти и Тэппей находят девочку внутри здания, спящую и заключенную в странное поле. При ней не было ничего, кроме Витабластера. Внезапно, Хана проснулась, когда Дайти прикоснулся к полю, а когда он предложил ей выйти и поиграть, поле исчезло. Но в тот момент, когда дети вышли и здания, их заметили работники Космического Центра, и Хану с Тэппеем вернули внутрь. После этого Хана и Тэппей находятся под опекой Космического Центра Танэгасимы и организации «Salty Dog».
В детстве была неспособна управлять Витабластером, из-за чего для этой цели обучали Тэппея, но на момент развития сюжета сериала оказывается способна управлять им так же, как и другие Неотеники: призывать в любой момент и стрелять, а также использовать режим повышенной мощности. Также Хана может управлять оргонной энергией и является пилотом «Привода Флэйр».
Сэйю: Ай Каяно
Акари Ёмацури (яп. 夜祭 アカリ Ёмацури Акари) — 17-летняя дочка капитана Космического Центра Танэгасимы, с которой он не виделся 6 лет. Невысокая худенькая девушка с фиолетовыми глазами и короткими рыжими волосами. На волосах она носит две темно-синие заколки, похожие на заколки пилотов аниме "Neon Genesis Evangelion" и небольшую зеленую заколку с левой стороны челки. Обычно ходит в коротких зеленых шортах с фиолетовым поясом, желто-белой майке и желто-белых туфлях с бантиками, на левой руке носит два браслета: красный и белый.
Жизнерадостная и энергичная героиня со многими странностями: например, Акари имеет привычку называть себя «волшебницей», а свои действия и навыки — «заклятиями» (иногда это всего лишь способ рассмешить кого-то, например, «Пупок Форте»). Имеет огромные познания в сфере компьютеров, может взломать практически любую систему и управлять «Земным Приводом» через компьютер с Земли, хотя и признается, что без прямого управления это делать сложнее. Предана своим друзьям и всегда помогает им, используя свои знания, смекалку и аналитический ум.
О её детстве мало что известно, кроме того, что Акари уже однажды посещала Танэгасиму и так, как её родители все время заняты на работе, она редко с ними виделась и большую часть времени проводила в интернете. Впервые появляется в окружении компьютеров, наблюдая за Радугой Альбиона, появившейся над Минамитанэ. Её знакомство с «Рыцарями Середины Лета» происходит во время боя с Молкин, когда Дайти перестает справляться и Акари перехватывает управление «Земным Приводом» и помогает победить её, после чего говорит Дайти о том, что он интересный и представляется ему и Тэппею как «Волшебница Акари-тян».
Сэйю: Рина Хидака
Цутому Нисикубо (яп. 西久保 ツトム Нисикубо Цутому)
Сэйю: Рикия Кояма

### KILL-T-GANG
Амара (яп. アマラ Амара)
Сэйю: Кэнъити Судзумура
Моко (яп. モコ Моко)
Сэйю: Маая Сакамото